# St. Bartholomäus (Buir)

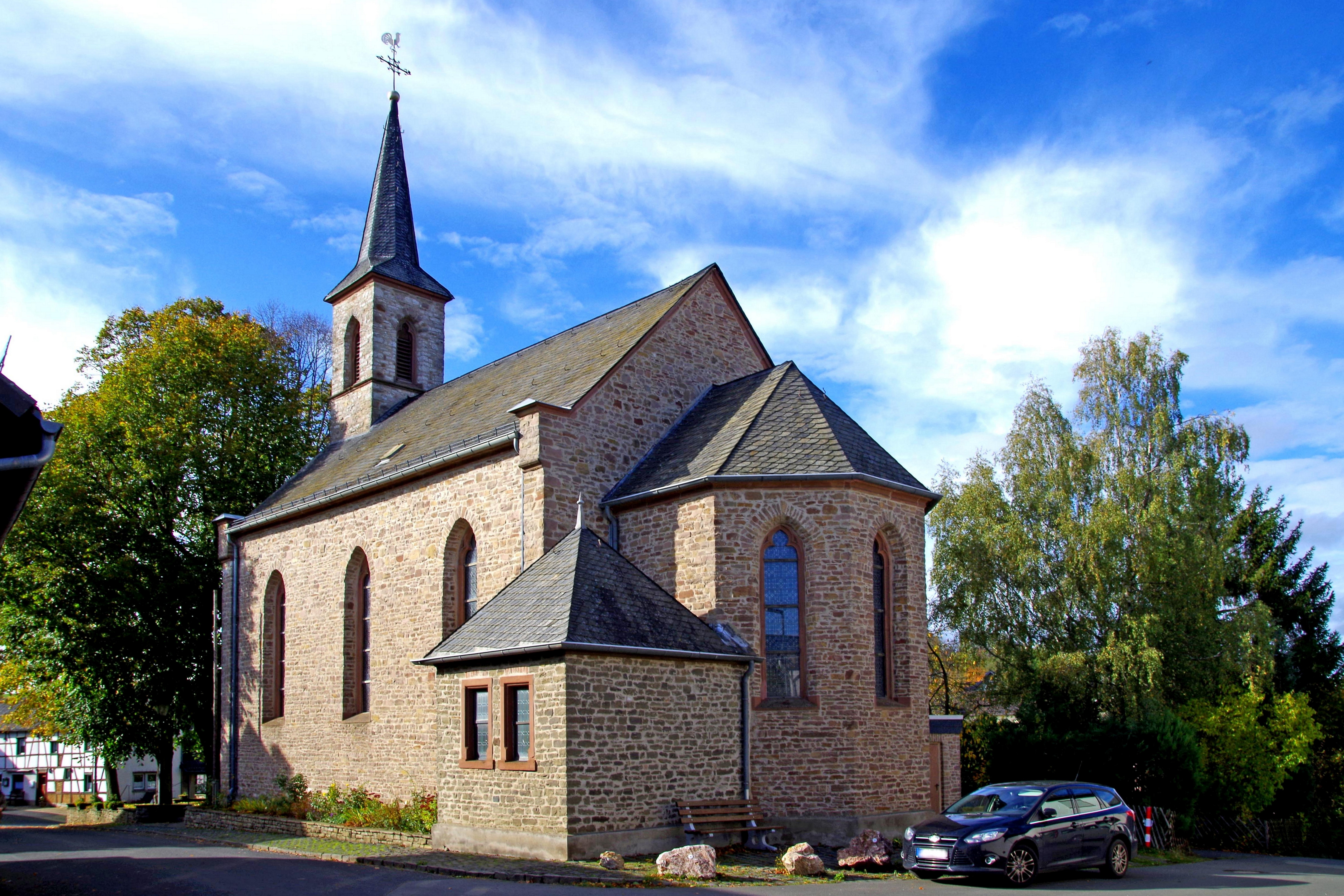
Filialkapelle St. Bartholomäus in Buir

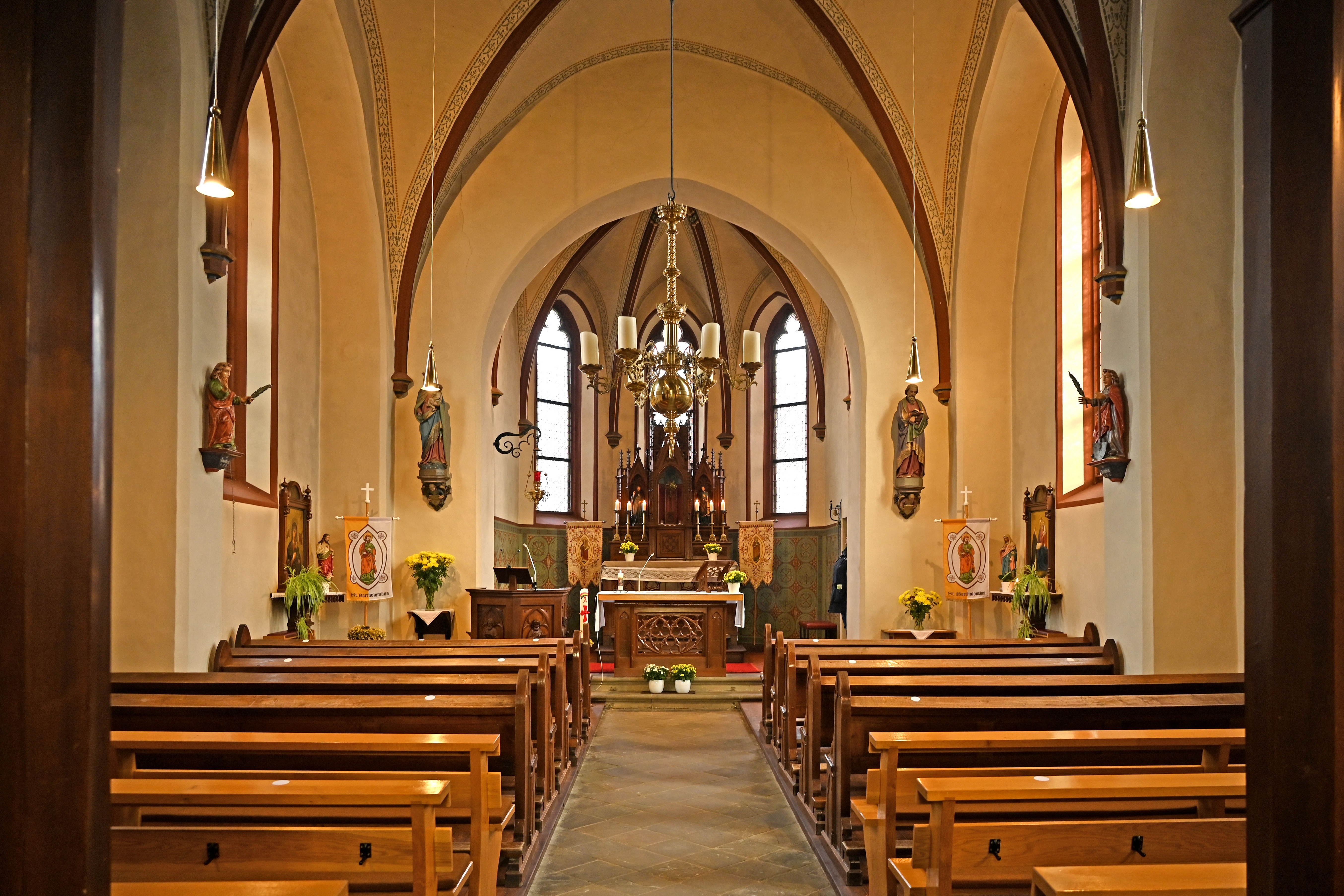
Innenraum mit Blick zum Altar

Die römisch-katholische Filialkapelle St. Bartholomäus in Nettersheim-Buir gehört zur seit 1804 bestehenden Pfarre Frohngau-Buir im Bistum Aachen, die heute mit mehreren anderen Pfarreien die Gemeinschaft der Gemeinden Hl. Hermann-Josef Steinfeld bildet. 
Die Kapelle ist dem heiligen Apostel Bartholomäus geweiht, Nebenpatrone sind der heilige Abundius und der heilige Irenäus.
Sie ist ein geschütztes Baudenkmal.
Eine Kapelle in Buir wurde schon 1536 erwähnt, sie stand auf dem Friedhof und wurde 1867 abgebrochen.
Die heutige Kapelle wurde in den Jahren 1868 und 1869 errichtet.
Am  28. August 1870 wurde sie geweiht.
Das Gotteshaus ist ein neugotischer Bruchsteinbau. Es hat einen schmalen dreiseitig geschlossenen Chor und ein Kirchenschiff mit drei Fensterachsen.
Die Bartholomäuskapelle verfügt über 75 Sitz- und 50 Stehplätze.